# Battaglia di Capo Colonna
La battaglia di Capo Colonna, forse più propriamente battaglia della colonna, poiché le uniche fonti latine che indicassero il sito specifico dello scontro segnalavano appunto in civitate columnae (Lupo Prot., 1844 p. 55) oppure apud stilum (Rom. Sal. 1866, p. 400), fu una schermaglia combattuta il 13 o 14 luglio 982 vicino alla Calabria tra le forze dell'imperatore del Sacro Romano Impero Ottone II e i suoi alleati del nord, i Longobardi, contro le truppe di Abū l-Qāsim ʿAlī, Emiro di Sicilia, della dinastia dei Kalbiti. Il luogo dello scontro avvenne con discreta probabilità presso Columna Reggina (Stÿlís tōn Rhēghínōn), poco più a nord di Reggio Calabria, ove in epoca romana vi era una statio della Via Capua-Regium.
Altra ipotesi è che la battaglia fosse stata combattuta presso il promontorio Cocynthum, attuale punta Stilo, sulla fiumara Assi.
La conformazione del territorio e la distruzione parziale del piccolo villaggio di Stilida, dal quale anche per questi eventi prese vita l'attuale Stilo (colonna) avvalora tale ipotesi. (DF).

## Origini storiche dello scontro
Nella seconda metà del X secolo le regioni meridionali erano soggette a continue incursioni dei Saraceni, che si muovevano dall'emirato di Sicilia. Mentre la Calabria, largamente grecizzata, era una terra lealista verso l'Impero romano d'Oriente, la Puglia, longobarda e soggetta alla giurisdizione ecclesiastica di Roma, aveva nutrito simpatie autonomiste fin dalla fine del IX secolo, con numerose e reiterate rivolte anti imperiali, segnatamente quella dell'891 (sotto Basilio I), del 921 (durante il governo di Romano I Lecapeno) e infine quella del 946 (avvenuta all'inizio del regno del nonno di Basilio II, Costantino VII). L'incapacità dell'imperatore di affrontare le incursioni arabe provocò nuovamente nella parte 'longobarda' dell'Italia meridionale malumore e disaffezione. Nel 981 il dissenso contro l'Impero romano d'oriente sfociò in una rivolta: Bari, Trani e Ascoli Satriano insorsero contro i Bizantini e questo dissenso assunse un valore internazionale. Sono scarne e avare di informazioni le relazioni sugli eventi di fonte sassone, che rimangono comunque di difficile decifrazione e che assunsero caratteri anti bizantini e poi anti arabi, in una strana altalena e oscillazione, dovuta tutta alle difficoltà politiche che si incontravano nell'area: ducati longobardi indipendenti, potentati longobardi sottoposti al protettorato bizantino, potentati longobardi sottoposti al Sacro romano impero, potentati longobardi simpatizzanti con gli arabi di Sicilia e, infine, l'attendismo del Catepanato imperiale, una situazione non facile per l'imperatore dell'Occidente che, per di più, si era unito in matrimonio con una bizantina, Teofano, dieci anni prima.
L'obiettivo vero dell'imperatore era quello di estendere il proprio controllo alle terre del Sud Italia, sostenuto dalla Santa Sede, spianando così la strada anche ad un successivo ed auspicabile ritorno della Sicilia alla cristianità.
Nel contempo il governo di Basilio II viene minacciato dalla rivolta del generale Barda Sclero in Asia Minore (Gay, 1917: p. 305) e lo Zar di Bulgaria Samuele nel 980 riapre per Costantinopoli il fronte settentrionale: l’Impero dei Romei è paralizzato. A fronte di questa situazione fortemente critica, non può stupire che l’approccio militare adottato dai Bizantini nei confronti del conflitto tra Saraceni e Sassoni sul proprio territorio sia consistito nell'abbandono delle campagne e la salda difesa delle città e delle piazzeforti, al fine di limitare lo svantaggio dovuto alla sproporzione di forze. (Falkenhousen, 1978: p. 53).
I preparativi della spedizione di Ottone II durarono un intero anno, tutto il 981. L'inizio della campagna fu tutto di segno anti greco: da Salerno, ducato longobardo portato in dote proprio da Teofano dieci anni prima, Ottone II puntò alla Basilicata bizantina e assediò la roccaforte di Matera (gennaio 982). Matera, però, non capitolò. Ottone così si diresse contro Taranto, nel marzo dello stesso anno, ma anche quella città resistette. Infine il sassone puntò contro Bari, capitale del Catepanato, ma anche qui i Bizantini lo respinsero. Nel maggio 982, allora, l'imperatore abbandonò la Puglia per puntare sulla Calabria e, finalmente, per muovere guerra contro gli arabi.

## Le fonti storiche
Le fonti coeve, latine ed arabe, hanno dato ampio risalto a questo evento. Possiamo annoverare intorno a quaranta i resoconti esistenti della battaglia, sebbene solo alcuni contengano effettivamente delle informazioni in grado di arricchire le nostre conoscenze. Una delle principali fonti per ricostruire gli eventi è la Cronaca di Tietmaro di Merseburgo. L'opera del vescovo tedesco abbraccia gli anni dal 908 al 1018 ed è una fonte preziosa per gli studiosi della dinastia ottoniana. Le altre fonti latine più consultate dagli storici sono gli Annales Sangallenses e il Chronicon Venetum di Giovanni da Venezia. Ulteriori informazioni possono essere tratte dalle opere del monaco Brunone, dalle Epistole di Gerberto e dalle agiografie di San Saba e San Nilo.

## Il luogo della battaglia
Le fonti non forniscono molte informazioni topografiche, ma può ritenersi errata l'ipotesi che apud stilum sia Capocolonna, a sud di Crotone, ove erano i resti del Tempio di Hera Lacinia, per diversi motivi. Intanto perché allora il luogo era noto come Lacinio; le colonne del tempio greco all'epoca erano ancora più d'una; il luogo offre una spazio troppo ristretto per una battaglia di così ampie dimensioni, ed infine perché la viabilità dell'epoca non avrebbe consentito lo spostamento di un così importante esercito lungo la via ionica.
I Diplomi di Ottone di Sassonia testimoniano come il 16 marzo l'imperatore fosse accampato sotto le mura di Taranto e due mesi dopo si trovi ancora accampato nello stesso luogo. (DO II, n.268, 272, 273, 274). Da Taranto si spostò verso Rossano, roccaforte bizantina della Calabria settentrionale, che rimase aperta ai Sassoni e ai loro contingenti, e ove restò ospite l'imperatrice Teofano, e con lei il tesoro imperiale ed il figlio Ottone III, di soli tre anni – insieme ad una nutrita scorta armata – per poi proseguire la marcia verso sud (Segl, 1982: p. 61) seguendo la Via Capua-Regium che giungeva fino a Reggio.
Si verificò a questo punto una delle vicende più enigmatiche della campagna militare in questione, riportata da Tietmaro: l'occupazione da parte del sovrano Sassone di una città abitata dagli arabi, dopo un violento scontro, e che potrebbe identificarsi in Mileto, pur in assenza di informazioni documentali certe, una città che si trovava tra Rossano e Reggio sulla via romana.
Il luogo finale dello scontro fu Columna Reggina (stylis) - ove in epoca romana vi era una statio della Via Popilia e che si apre su un'ampia pianura, adatta a uno scontro di così ampie dimensioni, in posizione strategica per l'accesso allo stretto. Nello stesso luogo già in epoca romana si erano svolte delle battaglie - probabilmente in località Cannitello, frazione di Villa San Giovanni.
Alcuni, come Ibn al-Athir, suppongono sia avvenuta a Capo Colonna. Il celebre archeologo Paolo Orsi dovette ricredersi e sposare la tesi del Cunsolo, storico locale di Stilo, che invece ubicava il luogo della battaglia nel fiume Stilaro, corso parallelo al fiume Assi. Altri invece ritengono che lo scontro sia avvenuto nei pressi dell'antica Stilo, situata nei pressi della fiumara Assi, vicino ai resti della città magno-greca di Kaulon. Si sa che la Stilo del tempo, ubicata in località Stilaro, ebbe delle distruzioni a seguito della battaglia.

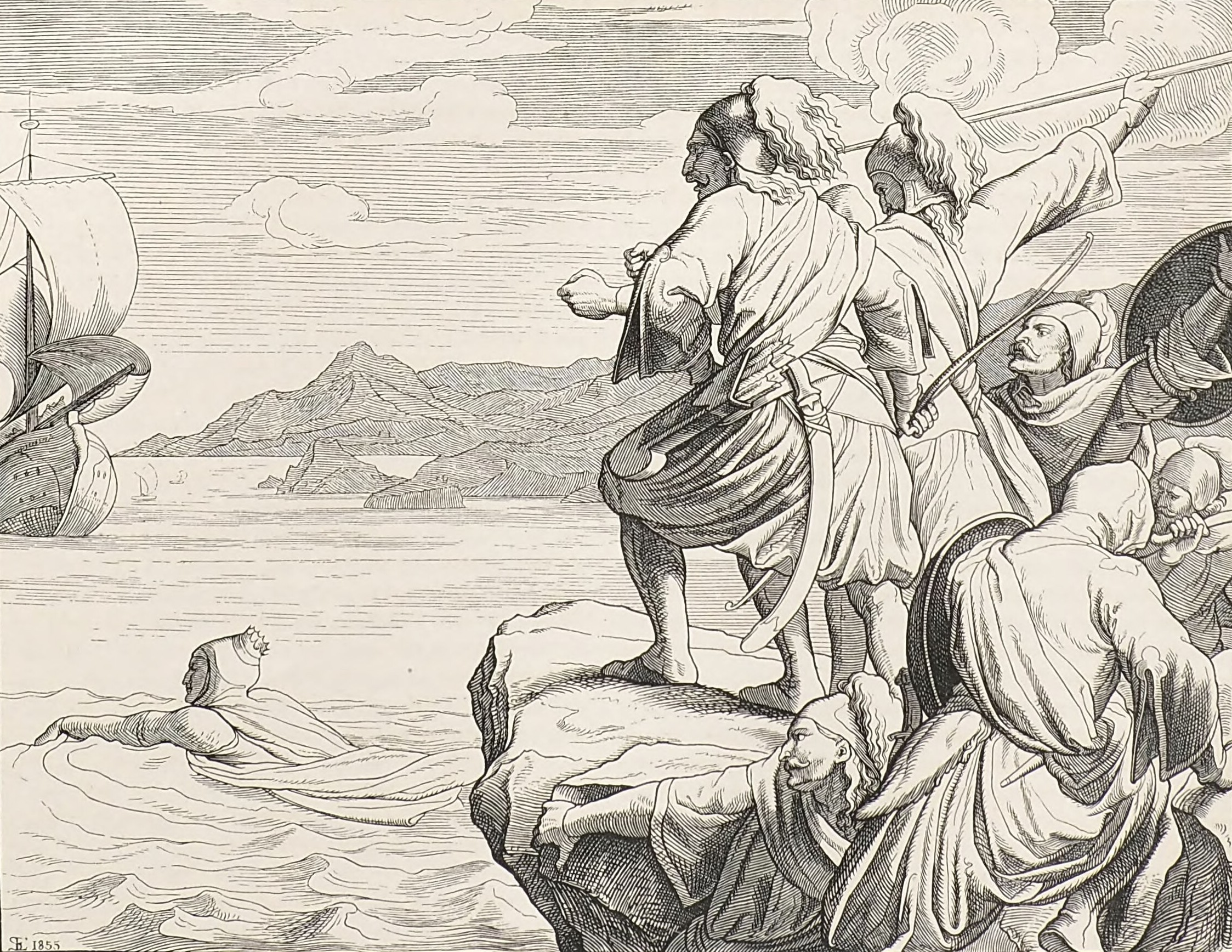
Illustrazione del XIX secolo che rappresenta Ottone II fuggire dalla battaglia

## La battaglia
Abū l-Qāsim ʿAlī, che aveva proclamato una guerra santa (jihād) contro i germanici, attraversa lo stretto e si dirige a nord (al-Athīr 1880 p. 433). Quando gli esploratori arabi informano l’emiro dell’entità dell’armata nemica, questi decide per il ripiegamento, allo scopo di attendere rinforzi e per attestarsi su una posizione più facilmente difendibile.
La ritirata degli arabi galvanizza Ottone II, che insegue il nemico fino a Columna Reggina, mentre nel corso della notte che precede il 14 luglio 982 l’emiro dispone l’imboscata, e le truppe saracene si posizionano sui monti. (Chron. Ven. 1890, p. 145; Alvermann, 1995: p. 127) Quando infine i due eserciti si trovano l'uno di fronte all'altro, è l’imperatore che prende l’iniziativa. La carica della possente cavalleria corazzata sassone si dirige contro i vessilli dell’emiro, al centro dello schieramento arabo. Nella mischia che ne segue i Saraceni hanno la peggio, la guardia dell’emiro viene sopraffatta ed egli stesso, colpito alla testa, perde la vita. (al-Athīr 1880, p. 433) Il resoconto di Tietmaro degli eventi successivi è tanto conciso quanto impietoso: «Sed hii ex improviso collecti ad nostros unanimiter pergunt et paululum resistentes prosternunt, pro dolor!» (Tieth. 1935, III, c.20).
Anche se l'emiro rimase ucciso, le sue truppe non si sbandarono per la perdita: anzi manovrarono circondando gli avversari, che subirono gravissime perdite. Secondo lo storico Ibn al-Athir, i caduti tra le forze imperiali furono circa 4 000, tra i quali Landolfo IV di Benevento, Enrico I di Augusta, Günther di Merseburgo, l'abate di Fulda Verinarius e numerosi altri conti germanici, come Burcardo IV di Hassegau e Bertoldo I di Brisgovia, mentre altri furono catturati, come il vescovo di Vercelli Pietro. Di fatto quindi la battaglia, nonostante l'impresa dell'uccisione dell'emiro di Sicilia, si concluse con una sconfitta per l'imperatore, a causa delle pesanti perdite umane.

### Dopo la sconfitta
L’imperatore, sconfitto, fugge dal campo di battaglia. Riesce a stento a mettersi in salvo grazie all’aiuto dell'ebreo della famiglia dei Kalonymos Calonimo/Kalonymus, forse identificabile con Mesullam ben Qalonimos da Lucca detto il Grande, che gli offre il suo cavallo. Le fonti insistono molto sulla fuga dell’imperatore, narrando come egli riesca, celando la sua identità, a raggiungere Rossano su una nave bizantina.
La sconfitta costrinse Ottone a risalire la penisola italiana, trovando ospitalità presso feudatari a lui fedeli. Raggiunse infine Verona, dove radunò un'assemblea dei più importanti nobili del Nord Italia. Inviò suo nipote Ottone I, duca di Svevia e Baviera in Germania con la notizia, ma il messaggero morì prima di arrivare a destinazione. All'assemblea Ottone assicurò a suo figlio Ottone III l'elezione a re d'Italia e chiamò dei rinforzi dalla Sassonia.
Egli morì l'anno successivo senza poter proseguire la sua campagna nel sud.

## Conseguenze
La battaglia è definita dallo storico Karl J. Leyser, "la Roncisvalle degli Ottoni". «Il fiore della Patria è stato falciato dal ferro. Caduto è l’onore della bionda Germania» (Brunonis, S.205) scrive un cronista dell’epoca, senza sapere forse che la nobiltà longobarda pagò un prezzo altrettanto alto in termini di vite umane. (Uhlirz, 1902: p. 257) Anche a quasi un millennio di distanza dagli eventi l’enfasi per la sconfitta non viene meno: uno dei padri tedeschi della storiografia moderna si riferisce allo scontro del 982 come «la Canne dell’Impero tedesco» (Von Ranke, 1886: p. 25.). L'esito della battaglia ebbe notevoli ripercussioni, accentuate dalla morte del sovrano, avvenuta lo stesso anno: i vendi si ribellarono l'anno successivo, gli slavi si sollevarono provocando ingenti danni sull'assetto imperiale sul confine orientale e i danesi ripresero le incursioni sotto il loro Danevirke.
Le perdite Sassoni erano state particolarmente gravi. Per rendersi conto delle dimensioni del disastro basti pensare che la notizia della battaglia arrivò fin nel Wessex, in Inghilterra. Bernardo I duca di Sassonia si stava dirigendo a sud quando una serie di razzie dei Vichinghi della Danimarca lo costrinsero a tornare indietro.
La situazione del Mezzogiorno fu stravolta. A fianco di Landolfo IV, anche suo fratello Pandolfo II di Salerno ed Atenolfo, morirono nella battaglia. Sebbene le truppe dei Kalbiti (dinastia islamica che governava la Sicilia) fossero state costrette a ritirarsi in Sicilia, i Saraceni continuarono a rappresentare una presenza logorante nel Sud Italia per Bizantini e Longobardi. Nello stesso periodo Capua e Benevento passarono ai rami cadetti della famiglia dei Landolfidi e Salerno fu strappata da Mansone, duca di Amalfi.
A Nord delle Alpi, gli Slavi che abitavano nella zona del fiume Elba, alla notizia della sconfitta dell'Imperatore, guidati da Mstivoj, si sollevarono contro i loro dominatori germanici nella «Rivolta slava del 983». La germanizzazione e la cristianizzazione degli Slavi subì un arresto che durò per decenni.
La sconfitta di Ottone II comportò la fine delle ingerenze tedesche nel Meridione d'Italia almeno fino al 1009, quando il successore Enrico II si schierò al fianco di Melo di Bari nell'ennesima rivolta anti-bizantina. Tuttavia marce di armate tedesche in Calabria non avrebbero più avuto luogo fino alla Seconda guerra mondiale. Gli eventi del 14 luglio 982 segnarono anche una forte battuta d'arresto per la Chiesa di Roma, che dovette attendere un secolo prima che il rito latino soppiantasse il rito bizantino in Puglia, Lucania e Calabria.